# إديمار مارتينيز
إديمار مارتينيز بلانكو (بالإسبانية: Edymar Martínez Blanco)، ولدت في 10 يوليو 1995 في كاراكاس، هي عارض وملكة جمال من فنزويلا. فازت بلقب ملكة جمال الأمم 2015.

## روابط خارجية
- www.miss-international.org
- إديمار مارتينيز على إنستغرام